# Seznam prezidentů Kazachstánu

Standarta kazašského prezidenta
Poměr stran: 1:2

Toto je seznam prezidentů Republiky Kazachstán. Tento seznam zahrnuje Prezidenty Kazachstánu od roku 1990.

## Seznam prezidentů

### Legenda
| Č. | Jméno Kazašské jméno (Narození–Úmrtí)                     | Portrét | Zvolen             | V úřadu            | V úřadu          | V úřadu          | Strana    | Strana                          |
| Č. | Jméno Kazašské jméno (Narození–Úmrtí)                     | Portrét | Zvolen             | Začátek            | Konec            | Délka            | Strana    | Strana                          |
| -- | --------------------------------------------------------- | ------- | ------------------ | ------------------ | ---------------- | ---------------- | --------- | ------------------------------- |
| 1  | Nursultan Nazarbajev Нұрсұлтан Назарбаев (1940-)          |         | 1990               | 24. dubna 1990     | 1. prosince 1991 | 28 let a 330 dní |           | Komunistická strana Kazachstánu |
| 1  | Nursultan Nazarbajev Нұрсұлтан Назарбаев (1940-)          | 1991    | 1. prosince 1991   | 20. ledna 1999     |                  | 28 let a 330 dní | Nezávislý |                                 |
| 1  | Nursultan Nazarbajev Нұрсұлтан Назарбаев (1940-)          | 1999    | 20. ledna 1999     | 11. ledna 2006     |                  | 28 let a 330 dní | Nezávislý |                                 |
| 1  | Nursultan Nazarbajev Нұрсұлтан Назарбаев (1940-)          | 2005    | 11. ledna 2006     | 8. dubna 2011      |                  | 28 let a 330 dní | Nezávislý |                                 |
| 1  | Nursultan Nazarbajev Нұрсұлтан Назарбаев (1940-)          | 2011    | 8. dubna 2011      | 29. dubna 2015     |                  | 28 let a 330 dní | Amanat    |                                 |
| 1  | Nursultan Nazarbajev Нұрсұлтан Назарбаев (1940-)          | 2015    | 29. dubna 2015     | 20. března 2019    |                  | 28 let a 330 dní | Amanat    |                                 |
| 2  | Kasym-Žomart Kemeluly Tokajev Қасым-Жомарт Тоқаев (1953-) |         | -                  | 20. března 2019    | 12. června 2019  | 5 let a 346 dní  | Amanat    |                                 |
| 2  | Kasym-Žomart Kemeluly Tokajev Қасым-Жомарт Тоқаев (1953-) | 2019    | 12. června 2019    | 25. listopadu 2022 |                  | 5 let a 346 dní  | Amanat    |                                 |
| 2  | Kasym-Žomart Kemeluly Tokajev Қасым-Жомарт Тоқаев (1953-) | 2019    | 12. června 2019    | 25. listopadu 2022 | Nezávislý        | 5 let a 346 dní  |           |                                 |
| 2  | Kasym-Žomart Kemeluly Tokajev Қасым-Жомарт Тоқаев (1953-) | 2022    | 26. listopadu 2022 | úřadující          |                  | 5 let a 346 dní  |           |                                 |